# Lijst van natuurkundigen
Een natuurkundige of fysicus/fysica is een wetenschappelijk onderzoeker die de natuurkunde beoefent. De term natuur heeft in dit verband betrekking op de niet-levende natuur. De studie van de levende natuur behoort tot het werkgebied van de biologie.

## Algemeen
De moderne natuurkunde kan men onderverdelen in:
- de theoretische natuurkunde of theoretische fysica is een tak van de natuurkunde die zich bezighoudt met natuurkundige theorieën. Daarmee onderscheidt deze tak zich van de volgende twee.
- de experimentele natuurkunde voert experimenten uit. Het doel kan daarbij zijn om bestaande theorieën te verifiëren of weerleggen, maar vaak dient juist het experiment als basis voor de theorie.
- de technische natuurkunde past de bekende natuurkundige wetten toe in apparaten, machines, vliegtuigen, nieuwe materialen, medische techniek, energiecentrales enzovoorts.

## Bekende natuurkundigen

### In België
- Robert Brout (1928-2011)
- Ingrid Daubechies (1954)
- François Englert (1932)
- Willy Fischler (1949)
- Robert Goldschmidt (1877-1935)
- Zénobe Gramme (1826-1901)
- Georges Lemaître (1894-1966)
- Joseph Plateau (1801-1883)
- Ilya Prigogine (1917-2003)
- Étienne-Gaspard Robert (1763-1837)
- David Ruelle (1935)
- Simon Stevin (1548-1620)
- Frank Verstraete (1972)

### In Nederland
- Cornelis Alkemade (1923-1989)
- Cees Andriesse (1939)
- Pieter Martinus van Alphen (1906-1967)
- Sander Bais (1945)
- Cornelis Bakker (1904-1960)
- Isaac Beeckman (1588-1637)
- Frederik Belinfante (1913-1991)
- Nico Bloembergen (1920-2017)
- Johannes Bosscha jr. (1831-1911)
- Henri Brinkman (1908-1961)
- Jan Burgers (1895-1981)
- Willy Burgers (1897-1988)
- Christophorus Buys Ballot (1817-1890)
- Hendrik Casimir (1909-2000)
- Miranda Cheng (1979)
- Pieter Hendrik van Cittert (1889-1959)
- Jacob Clay (1882-1955)
- Peter Debye (1884-1966)
- Henk Dorgelo (1894-1961)
- Cornelis Drebbel (1572-1633)
- Robbert Dijkgraaf (1960)
- Ute Ebert (1961)
- Paul Ehrenfest (1880-1933)
- Gerhard Joan Elias (1879-1951)
- Adriaan Fokker (1887-1972)
- Samuel Goudsmit (1902-1978)
- Sybren de Groot (1916-1994)
- Willem Jacob 's Gravesande (1688-1742)
- Dirk ter Haar (1919-2002)
- Wander de Haas (1878-1960)
- Bram van Heel (1899-1966)
- Gilles Holst (1886-1968)
- Gerard 't Hooft (1946)
- Fritz Houtermans (1903-1966)
- Christiaan Huygens (1629-1695)
- Heike Kamerlingh Onnes (1853-1926)
- Nico van Kampen (1921-2013)
- Pieter Kasteleyn (1924-1996)
- Willem Keesom (1876-1956)
- Jacob Kistemaker (1917-2010)
- Philip Kohnstamm (1875-1951)
- Leo Kouwenhoven (1963)
- Hendrik Kramers (1894-1952)
- Arie Andries Kruithof (1909-1993)
- Ad Lagendijk (1947)
- Walter Lewin (1936)
- Renate Loll (1962)
- Hendrik Lorentz (1853-1928)
- Geertruida de Haas-Lorentz (1885–1973)
- Carolina Henriette MacGillavry (1904-1993)
- Martinus van Marum (1750-1837)
- Peter Mazur (1922-2001)
- Simon van der Meer (1925-2011)
- Hajo Meyer (1924-2014)
- Wim Mook (1932-2016)
- Pieter van Musschenbroeck (1692-1761)
- Karel Niessen (1895-1967)
- Peter van Nieuwenhuizen (1938)
- Ben Nijboer (1915-1999)
- Ekko Oosterhuis (1886-1966)
- Leonard Ornstein (1880-1941)
- Bram Pais (1918-2000)
- Balthasar van der Pol (1889-1959)
- Jan Bart Le Poole (1917-1993)
- Gerhart Rathenau (1911-1989)
- Pieter Rijke (1812-1899)
- Kees Schouhamer Immink (1946)
- Willem de Sitter (1872-1934)
- Willebrord Snel van Royen (Snellius) (1580-1626)
- Simon Stevin (1548-1620)
- Willem Jacob van Stockum (1910-1944)
- Jean Henri van Swinden (1746-1823)
- George Uhlenbeck (1900-1988)
- Martinus Veltman (1931-2021)
- Erik Verlinde (1962)
- Herman Verlinde (1962)
- Burchard de Volder (1643-1709)
- Johannes Diderik van der Waals (1837-1923)
- Johannes Diderik van der Waals jr. (1873-1971)
- Joan Henri van der Waals (1920-2022)
- Hendrik de Waard (1922-2008)
- Aaldert Wapstra (1922-2006)
- Siegfried Adolf Wouthuysen (1916-1996)
- Jan Zaanen (1957-2024)
- Pieter Zeeman (1865-1943)
- Frits Zernike (1888-1966)
- Cornelis Zwikker (1900-1985)

## A
- Ernst Abbe, Duitsland (1840-1905)
- Derek Abbott, Australië (1960)
- Aleksej Abrikosov, Rusland (1928-2017)
- Robert Adler, Verenigde Staten (1913-2007)
- Zjores Ivanovitsj Alferov, Rusland (1930-2019)
- Hannes Alfvén, Zweden (1908-1995)
- Jim Al-Khalili, Verenigd Koninkrijk (1962)
- William Allis, Verenigde Staten (1901-1999)
- Samuel King Allison, Verenigde Staten (1900-1965)
- Luis Alvarez, Verenigde Staten (1911-1988)
- David Alter, Verenigde Staten (1807-1881)
- André-Marie Ampère, Frankrijk (1775-1836)
- Anders Jonas Ångström, Zweden (1814-1874)
- Hans Henrik Andersen, Denemarken (1937-2012)
- Carl Anderson, Verenigde Staten (1905-1991)
- Philip Warren Anderson, Verenigde Staten (1923-2020)
- Edward Victor Appleton, Verenigd Koninkrijk (1892-1965)
- François Arago, Frankrijk (1786-1853)
- Archimedes, Syracuse (ca. 287-212 v.Chr.)
- Aristarchus, Samos (310 - ca. 230 v.Chr.)
- Aristoteles, Athens, Griekenland (384-322 v.Chr.)
- Nima Arkani-Hamed, Verenigde Staten (1972)
- Amedeo Avogadro, Italië (1776-1856)
- William Edward Ayrton, Verenigd Koninkrijk (1847-1908)

## B
- Johann Jakob Balmer, Zwitserland (1825-1898)
- John Bardeen, Verenigde Staten (1908-1991)
- Charles Glover Barkla, Verenigd Koninkrijk (1877-1944)
- Samuel Jackson Barnett, Verenigde Staten (1873-1956)
- Laura Bassi, Italië (1711-1778)
- Nikolaj Basov, Rusland (1922-2001)
- Zoltán Lajos Bay, Hongarije (1900-1992)
- Karl Bechert, Duitsland (1901-1981)
- Antoine Henri Becquerel, Frankrijk (1852-1908)
- Georg Bednorz, Duitsland (1950)
- Jacob Bekenstein, Israël (1947-2015)
- John Bell, Verenigd Koninkrijk (1928-1990)
- Carl M. Bender, Verenigde Staten (1943)
- Daniel Bernoulli, Zwitserland (1700-1782)
- Hans Bethe, Duitsland, Verenigde Staten (1906-2005)
- Shelford Bidwell, Verenigd Koninkrijk (1848-1909)
- Gerd Binnig, Duitsland (1947)
- Jean-Baptiste Biot, Frankrijk (1774-1862)
- Maurice Anthony Biot, Verenigde Staten (1905-1985)
- Raymond T. Birge, Verenigde Staten (1887-1980)
- Vilhelm Bjerknes, Noorwegen (1862-1951)
- Patrick Blackett, Verenigd Koninkrijk (1897-1947)
- Marietta Blau, Oostenrijk (1894-1970)
- Felix Bloch, Zwitserland (1905-1983)
- David Bohm, Verenigde Staten (1917-1992)
- Niels Bohr, Denemarken (1885-1962)
- Aage Bohr, Denemarken (1922-2009)
- Ludwig Boltzmann, Oostenrijk (1844-1906)
- Max Born, Duitsland, Verenigd Koninkrijk (1882-1970)
- Rudjer Josip Boscovich, Ragusa (1711-1787)
- Satyendra Nath Bose, India (1894-1974)
- Walther Bothe, Duitsland (1891-1957)
- Giuseppe Domenico Botto, Italië (1791-1865)
- Robert Boyle, Ierland, Engeland (1627-1691)
- William Henry Bragg, Verenigd Koninkrijk (1862-1942)
- William Lawrence Bragg, Australië (1890-1971)
- Walter Brattain, Verenigde Staten (1902-1987)
- Karl Ferdinand Braun, Duitsland (1850-1918)
- David Brewster, Verenigd Koninkrijk (1781-1868)
- Percy Williams Bridgman, Verenigde Staten (1882-1961)
- Léon Nicolas Brillouin, Frankrijk (1889-1969)
- Bertram Brockhouse, Canada (1918-2003)
- Louis de Broglie, Frankrijk (1892-1987)
- Harriet Brooks, Canada (1876-1933)
- Thomas Townsend Brown, Verenigde Staten (1905-1985)
- Hermann Brück, Duitsland (1905-2000)

## C
- Nicolás Cabrera, Spanje (1913-1989)
- Fritjof Capra, Oostenrijk, Verenigde Staten (1939)
- Sadi Carnot, Frankrijk (1796-1832)
- Henry Cavendish, Verenigd Koninkrijk (1731-1810)
- James Chadwick, Verenigd Koninkrijk (1891-1974)
- Owen Chamberlain, Verenigde Staten (1920-2006)
- Subramanyan Chandrasekhar, India, Verenigde Staten (1910-1995)
- Georges Charpak, Frankrijk (1924-2010)
- Émilie du Châtelet, Frankrijk (1706-1749)
- Pavel Tsjerenkov, Rusland, Sovjet-Unie (1904-1990)
- Ernst Chladni, Duitsland (1756-1827)
- Steven Chu, Verenigde Staten (1948)
- Mariannina Ciccone, Italië (1891-1965)
- Giovanni Ciccotti, Italië (1943)
- Benoît Clapeyron, Frankrijk (1799-1864)
- Rudolf Clausius, Duitsland (1822-1888)
- John Cockcroft, Verenigd Koninkrijk (1897-1967)
- Claude Cohen-Tannoudji, Frankrijk (1933)
- Eddie Cohen, Nederland, Verenigde Staten (1923-2017)
- Arthur Holly Compton, Verenigde Staten (1892-1962)
- Edward Condon, Verenigde Staten (1902-1974)
- Leon Cooper, Verenigde Staten (1930)
- Eric Cornell, Verenigde Staten (1961)
- Marie Alfred Cornu, Frankrijk (1841-1902)
- Charles-Augustin de Coulomb, Frankrijk (1736-1806)
- James Cronin, Verenigde Staten (1931-2016)
- Marie Curie, Poland, Frankrijk (1867-1934)
- Pierre Curie, Frankrijk (1859-1906)

## D
- Jean le Rond d'Alembert, Frankrijk (1717-1783)
- Nils Gustaf Dalén, Zweden (1869-1937)
- John Dalton, Verenigd Koninkrijk (1766-1844)
- Charles Galton Darwin, Verenigd Koninkrijk (1887-1962)
- Paul Davies, Australië (1946)
- Raymond Davis jr., Verenigde Staten (1914-2006)
- Clinton Davisson, Verenigde Staten (1881-1958)
- Hans Dehmelt, Duitsland, Verenigde Staten (1922-2017)
- Democritus, Abdera (circa 460-360 v.Chr.)
- James Dewar, Verenigd Koninkrijk (1842-1923)
- Savas Dimopoulos - Verenigde Staten (1952)
- Robert Dicke, Verenigde Staten (1916-1997)
- Paul Dirac, Verenigd Koninkrijk (1902-1984)
- Revaz Dogonadze, Sovjet-Unie, Georgië (1931-1985)
- Christian Doppler, Oostenrijk (1803-1853)
- Friedrich Ernst Dorn - Duitsland (1848-1916)
- Paul Drude, Duitsland (1863-1906)
- Émilie du Châtelet, Frankrijk (1706-1749)
- Freeman Dyson, Verenigd Koninkrijk, Verenigde Staten (1923-2020)

## E
- William Eccles, Verenigd Koninkrijk (1875-1966)
- Carl Eckart, Verenigde Staten (1902-1973)
- Paul Ehrenfest, Oostenrijk (1880-1933)
- Felix Ehrenhaft, Oostenrijk-Hongarije, Verenigde Staten (1879-1952)
- Albert Einstein, Duitsland, Italië, Zwitserland, Verenigde Staten (1879-1955)
- Árpád Élő, Hongarije (1903-1992)
- Loránd Eötvös, Oostenrijk-Hongarije (1848-1919)
- Leo Esaki, Japan (1925)
- Ernest Esclangon, Frankrijk (1876-1954)
- Louis Essen, Verenigd Koninkrijk (1908-1997)
- Leonhard Euler, Zwitserland (1707-1783)
- Hugh Everett III, Verenigde Staten (1930-1982)
- Paul Peter Ewald, Duitsland, Verenigde Staten (1888-1985)
- James Alfred Ewing, Verenigd Koninkrijk (1855-1935)
- Franz-Serafin Exner, Oostenrijk (1849-1926)

## F
- Daniel Gabriel Fahrenheit, Duitsland, Nederland (1686-1736)
- Michael Faraday, Verenigd Koninkrijk (1791-1867)
- Eugene Feenberg, Verenigde Staten (1906-1977)
- Enrico Fermi, Italië, Verenigde Staten (1901-1954)
- Albert Fert, Frankrijk (1938)
- Herman Feshbach, Verenigde Staten (1917-2000)
- Richard Feynman, Verenigde Staten (1918-1988)
- David Finkelstein, Verenigde Staten (1929-2016)
- Val Fitch, Verenigde Staten (1923-2015)
- George Francis FitzGerald, Ierland (1851-1901)
- Hippolyte Fizeau, Frankrijk (1819-1896)
- Vladimir Aleksandrovich Fock, Rusland, Sovjet-Unie (1898-1974)
- Eunice Newton Foote, Verenigde Staten (1819-1888)
- James David Forbes, Verenigd Koninkrijk (1809-1868)
- Léon Foucault, Frankrijk (1819-1868)
- Joseph Fourier, Frankrijk (1768-1830)
- William Fowler, Verenigde Staten (1911-1995)
- James Franck, Duitsland, Verenigde Staten (1882-1964)
- Ilja Frank, Rusland (1908-1990)
- Benjamin Franklin, Verenigde Staten (1706-1790)
- Joseph von Fraunhofer, Duitsland (1787-1826)
- Augustin Fresnel, Frankrijk (1788-1827)
- Daniel Friedan, Verenigde Staten (1948)
- B. Roy Frieden, Verenigde Staten (1936)
- Jerome Friedman, Verenigde Staten (1930)
- Otto Frisch, Oostenrijk, Verenigd Koninkrijk (1904-1979)
- Erwin Fues, Duitsland (1893-1970)
- Harald Fuchs, Duitsland (1951)
- Klaus Fuchs, Duitsland (1911-1988)

## G
- Dennis Gabor, Hongarije (1900-1979)
- Galileo Galilei, Italië (1564-1642)
- Sylvester James Gates, Verenigde Staten (1950)
- Carl Friedrich Gauss, Duitsland (1777-1855)
- Louis Gay-Lussac, Frankrijk (1778-1850)
- Murray Gell-Mann, Verenigde Staten (1929)
- Pierre-Gilles de Gennes, Frankrijk (1932-2007)
- Howard Georgi, Verenigde Staten (1947)
- Walther Gerlach, Duitsland (1889-1979)
- Riccardo Giacconi, Italië, Verenigde Staten (1931-2018)
- Ivar Giaever, Noorwegen, Verenigde Staten (1929-2025)
- Josiah Willard Gibbs, Verenigde Staten (1839-1903)
- William Gilbert, Engeland (1544-1603)
- Vitali Ginzburg, Sovjet-Unie/Rusland (1916-2009)
- Gian Francesco Giudice, Italië (1961)
- Eugen Goldstein, Duitsland (1850-1930)
- Donald Arthur Glaser, Verenigde Staten (1926-2013)
- Sheldon Glashow, Verenigde Staten (1932)
- Roy Jay Glauber, Verenigde Staten (1925-2018)
- Lev Gor'kov, Verenigde Staten (1929-2016)
- Leo Graetz, Duitsland (1856-1941)
- Brian Greene, Verenigde Staten (1963)
- John Gribbin, Verenigd Koninkrijk (1946)
- David Gross, Verenigde Staten (1941)
- Peter Grünberg, Duitsland (1939-2018)
- Charles-Édouard Guillaume - Zwitserland (1861-1931)
- Feza Gürsey, Turkije (1921-1992)
- Alan Guth - Verenigde Staten (1947)
- Martin Gutzwiller, Zwitserland (1925)

## H
- Rudolf Haag, Duitsland (1922-2016)
- Heinz Haber, Duitsland (1913-1990)
- Otto Hahn, Duitsland (1879-1968)
- Edwin Hall, Verenigde Staten (1855-1938)
- John Lewis Hall, Verenigde Staten (1934)
- William Rowan Hamilton, Ierland (1805-1865)
- Theodor Hänsch, Duitsland (1941)
- Peter Andreas Hansen, Denemarken (1795-1874)
- W.W. Hansen, Verenigde Staten (1909-1949)
- Douglas Hartree, Verenigd Koninkrijk (1897-1958)
- Stephen Hawking, Verenigd Koninkrijk (1942-2018)
- Oliver Heaviside, Verenigd Koninkrijk (1850-1925)
- Werner Karl Heisenberg, Duitsland (1901-1976)
- Walter Heitler, Duitsland, Ierland (1904-1981)
- Hermann von Helmholtz, Duitsland (1821-1894)
- Joseph Henry, Verenigde Staten (1797-1878)
- John Herapath, Verenigd Koninkrijk (1790-1868)
- Carl Hermann, Duitsland (1898-1961)
- Heinrich Hertz, Duitsland (1857-1894)
- Victor Franz Hess, Oostenrijk, Verenigde Staten (1883-1964)
- Antony Hewish, Verenigd Koninkrijk (1924)
- Peter Higgs, Verenigd Koninkrijk (1929)
- George William Hill, Verenigde Staten (1838-1914)
- Gustave-Adolphe Hirn, Frankrijk (1815-1890)
- Dorothy Crowfoot Hodgkin, Engeland (1910-1994)
- Robert Hofstadter, Verenigde Staten (1915-1990)
- Helmut Hönl, Duitsland (1903-1981)
- Robert Hooke, Engeland (1635-1703)
- John Hopkinson, Verenigd Koninkrijk (1849-1898)
- Sabine Hossenfelder, Duitsland (1976)
- William V. Houston, Verenigde Staten (1900-1968)
- John H. Hubbell, Verenigde Staten (1925-2007)
- Russell Hulse, Verenigde Staten (1950)
- Friedrich Hund, Duitsland (1896-1997)
- Andrew D. Huxley, Verenigd Koninkrijk (1966)

## I
- Nathan Isgur, Verenigde Staten, Canada (1947-2001)

## J
- Ali Javan, Iran (1926-2016)
- Edwin Thompson Jaynes, Verenigde Staten (1922-1998)
- Hans Jensen, Duitsland (1907-1973)
- Frédéric Joliot-Curie, Frankrijk (1900-1958)
- Irène Joliot-Curie, Frankrijk (1897-1956)
- Pascual Jordan - Duitsland (1902-1980)
- Brian Josephson, Verenigd Koninkrijk (1940)
- James Prescott Joule, Verenigd Koninkrijk (1818-1889)

## K
- Michio Kaku, Verenigde Staten (1947)
- William Rudolph Kanne, Verenigde Staten (1913-1985)
- Pjotr Kapitsa, Verenigd Koninkrijk, Sovjet-Unie (1894-1984)
- Berta Karlik, Oostenrijk (1904-1990)
- Alfred Kastler, Frankrijk (1902-1984)
- Heinrich Kayser, Duitsland (1853-1940)
- Edwin C. Kemble, Verenigde Staten (1889-1984)
- Henry Way Kendall, Verenigde Staten (1926-1999)
- Johannes Kepler, Duitsland (1571-1630)
- John Kerr, Verenigd Koninkrijk (1824-1907)
- Wolfgang Ketterle, Duitsland (1957)
- Julii Khariton, Sovjet-Unie (1904-1996)
- Jack St. Clair Kilby, Verenigde Staten (1923-2005)
- Gustav Robert Kirchhoff, Duitsland (1824-1887)
- Bruce G. Klappauf, Verenigde Staten (1961)
- Klaus von Klitzing, Duitsland (1943)
- Arthur Korn, Duitsland (1870-1945)
- Masatoshi Koshiba, Japan (1926-2020)
- Matthew Koss, Verenigde Staten (1961)
- Walther Kossel, Duitsland (1888-1956)
- Lawrence Krauss, Verenigde Staten (1954)
- Herbert Kroemer, Duitsland (1928)
- August Krönig, Duitsland (1822-1879)
- Ralph Kronig, Duitsland, Verenigde Staten (1904-1995)
- Igor Vasilyevich Kurchatov, Sovjet-Unie (1903-1960)
- Behram Kurşunoğlu, Turkije (1922-2003)
- Polykarp Kusch Duitsland (1911-1993)

## L
- Joseph-Louis Lagrange, Frankrijk (1736-1813)
- Willis Lamb, Verenigde Staten (1913-2008)
- Lev Landau, Rusland, Sovjet-Unie (1908-1968)
- Andrew Lange, Verenigde Staten (1957-2010)
- Irving Langmuir, Verenigde Staten (1881-1957)
- Kenneth Lane, Verenigde Staten
- Paul Langevin, Frankrijk (1872-1946)
- Irving Langmuir, Verenigde Staten (1851-1957)
- Max von Laue, Duitsland (1879-1960)
- Robert Betts Laughlin, Verenigde Staten (1950)
- Ernest Lawrence, Verenigde Staten (1901-1958)
- Pjotr Nikolajevits Lebedev, Rusland (1866-1912)
- Leon Lederman, Verenigde Staten (1922-2018)
- Tsung-Dao Lee, China, Verenigde Staten (1926)
- Benjamin Lee, Korea, Verenigde Staten (1935-1977)
- David Morris Lee, Verenigde Staten (1931)
- Anthony James Leggett, Verenigd Koninkrijk, Verenigde Staten (1938)
- Wilhelm Lenz, Duitsland (1888-1957)
- Gottfried Wilhelm Leibniz, Duitsland (1646-1716)
- Robert B. Leighton, Verenigde Staten (1919-1997)
- Philipp Lenard, Hongarije, Duitsland (1862-1947)
- John Leslie, Verenigd Koninkrijk (1766-1832)
- Robert von Lieben, Oostenrijk-Hongarije (1878-1913)
- Evgeny Lifshitz, Sovjet-Unie (1915-1985)
- Gabriel Jonas Lippmann, Frankrijk, Luxemburg (1845–1921)
- David Lindley, Verenigde Staten (1956)
- Karl L. Littrow, Oostenrijk (1811-1877)
- Oliver Lodge, Verenigd Koninkrijk (1851-1940)
- Maurice Loewy, Oostenrijk, Frankrijk (1833-1907)
- Robert K. Logan, Verenigde Staten (1939)
- Fritz London, Duitsland/Verenigde Staten (1900-1954)
- Alfred Lee Loomis, Verenigde Staten (1887-1975)
- Johann Loschmidt, Duitsland (1821-1895)
- Archibald Low, Verenigd Koninkrijk (1888-1956)
- Per-Olov Löwdin, Zweden (1916-2000)
- Lucretius, Rome (98?-55 v.Chr.)
- Aleksandr Ljapoenov, Rusland (1857-1918)

## M
- Ernst Mach, Oostenrijk-Hongarije (1838-1916)
- Theodore Maiman, Verenigde Staten (1927-2007)
- Ettore Majorana, Italië (1906-1938)
- Juan Martín Maldacena, Argentinië (1968)
- Etienne-Louis Malus, Frankrijk (1775-1812)
- Leonid Mandelstam, Rusland, Sovjet-Unie (1879-1944)
- Guglielmo Marconi, Italië (1874-1937)
- Henry Margenau, Duitsland, Verenigde Staten (1901-1977)
- William Markowitz, Verenigde Staten (1907-1998)
- Harrie Massey, Australië (1908-1983)
- Antoine Philibert Masson, Frankrijk (1806-1860)
- John Cromwell Mather, Verenigde Staten (1946)
- Francesco Maurolico, Italië (1494-1575)
- James Clerk Maxwell, Verenigd Koninkrijk (1831-1879)
- Maria Goeppert-Mayer, Duitsland, Verenigde Staten (1906-1972)
- Ronald E. McNair, Verenigde Staten (1950-1986)
- Fulvio Melia, Verenigde Staten (1956)
- Macedonio Melloni, Italië (1798-1854)
- Walther Meissner, Duitsland (1882-1974)
- Lise Meitner, Oostenrijk (1878-1968)
- Thomas Corwin Mendenhall, Verenigde Staten (1841-1924)
- Stefan Meyer, Oostenrijk (1872-1949)
- Albert Abraham Michelson, Verenigde Staten (1852-1931)
- Dénes von Mihály, Hongarije, Duitsland (1894-1953)
- Robert Andrews Millikan, Verenigde Staten (1868-1953)
- John J. Montgomery, Verenigde Staten (1858-1911)
- Jagadeesh Moodera, India, Verenigde Staten (1950)
- Rudolf Mössbauer, Duitsland (1929-2011)
- Henry Moseley, Verenigd Koninkrijk (1887-1915)
- Nevill Mott, Verenigd Koninkrijk (1905-1996)
- Ben Roy Mottelson, Denemarken, Verenigde Staten (1926-2022)
- Amédée Mouchez, Spanje, Frankrijk (1821-1892)
- José Enrique Moyal, Palestina, Frankrijk, Verenigd Koninkrijk, Verenigde Staten, Australië (1910-1998)
- Karl Alexander Müller, Zwitserland (1927-2023)
- Richard A. Muller, Verenigde Staten (1944)
- Georg Wilhelm Munke, Duitsland (1772-1847)

## N
- Yoichiro Nambu, Japan, Verenigde Staten (1921-2015)
- Jayant Narlikar, India (1938)
- Yuval Ne'eman, Israël (1925-2006)
- Louis Eugène Félix Néel, Frankrijk (1904-2000)
- Ann Nelson, Verenigde Staten (1958)
- Walther Nernst, Duitsland (1864-1914)
- John von Neumann, Oostenrijk-Hongarije, Verenigde Staten (1903-1957)
- Simon Newcomb, Verenigde Staten (1835-1909)
- Isaac Newton, Engeland (1642-1727)
- Ernest Fox Nichols, Verenigde Staten (1869-1924)
- Holger Bech Nielsen, Denemarken (1941)
- Leopoldo Nobili, Italië (1784-1835)
- Emmy Noether, Duitsland (1882-1935)
- Lothar Nordheim, Duitsland (1899-1985)
- Johann Gottlieb Nörremberg, Duitsland (1787-1862)

## O
- Giuseppe Occhialini, Italië (1907-1993)
- Lars Onsager, Noorwegen (1903-1976)
- Robert Oppenheimer, Verenigde Staten (1904-1967)
- Lochlainn O'Raifeartaigh, Ierland (1933-2000)
- Nicolaas van Oresme, Frankrijk (1325-1382)
- Egon Orowan, Oostenrijk-Hongarije, Verenigde Staten (1901-1989)
- Yuri Orlov, Sovjet-Unie, Verenigde Staten (1924)
- Hans Christian Ørsted, Denemarken (1777-1851)
- Douglas Dean Osheroff, Verenigde Staten (1945)

## P
- Thanu Padmanabhan, India (1957)
- Ernesto Padova, Italië (1845-1896)
- Wolfgang K. H. Panofsky, Duitsland, Verenigde Staten (1919-2007)
- Blaise Pascal, Frankrijk (1623-1662)
- Giovanni Battista Pasinato, republiek Venetië (1739-1800)
- Sabrina Pasterski, Verenigde Staten (1993)
- Jogesh Pati, Verenigde Staten (1937)
- Wolfgang Paul, Duitsland (1913–1993)
- Wolfgang Ernst Pauli, Oostenrijk-Hongarije (1900-1958)
- G. B. Pegram, Verenigde Staten (1876-1958)
- Rudolf Peierls, Duitsland, Verenigd Koninkrijk (1907-1995)
- Roger Penrose, Verenigd Koninkrijk (1931)
- Arno Allan Penzias, Verenigde Staten (1933)
- Martin Lewis Perl, Verenigde Staten (1927-2014)
- Saul Perlmutter, Verenigde Staten (1959)
- Jean Baptiste Perrin, Frankrijk (1870-1942)
- Bernhard Philberth, Duitsland (1927-2010)
- William Daniel Phillips, Verenigde Staten (1948)
- Raoul Pictet, Zwitserland (1846-1929)
- Max Planck, Duitsland (1858-1947)
- Gian-Reto Plattner, Zwitserland (1939-2009)[1]
- Hugh David Politzer, Verenigde Staten (1949)
- John Polkinghorne, Verenigd Koninkrijk (1930)
- Henri Poincaré, Frankrijk (1854-1912)
- Heraclides Ponticus, Griekenland (387-312 v.Chr.)
- Cecil Frank Powell, Verenigd Koninkrijk (1903–1969)
- John Henry Poynting, Verenigd Koninkrijk (1852-1914)
- Aleksandr Prochorov, Sovjet-Unie, Rusland (1916-2002)
- William Prout, Verenigd Koninkrijk (1785-1850)
- Ivan Pulyuy, Oekraïne (1845-1918)
- Michael Pupin, Oostenrijk-Hongarije, Verenigde Staten (1858-1935)
- Edward Mills Purcell, Verenigde Staten (1912-1997)

## Q
- Helen Quinn, Verenigde Staten (1943)

## R
- Isidor Isaac Rabi, Oostenrijk, Verenigde Staten (1898-1988)
- James Rainwater, Verenigde Staten (1917-1986)
- Chandrasekhara Raman, India (1888-1970)
- Edward Ramberg, Verenigde Staten (1907-1995)
- Carl Ramsauer, Duitsland (1879-1955)
- Norman Ramsey, Verenigde Staten (1915-2011)
- Lisa Randall, Verenigde Staten (1962)
- François-Marie Raoult, Frankrijk (1830-1901)
- René-Antoine Ferchault de Réaumur, Frankrijk (1683-1757)
- Sidney Redner, Canada, Verenigde Staten (1951)
- Hubert Reeves, Canada (1932)
- Frederick Reines, Verenigde Staten (1918-1998)
- Louis Rendu, Frankrijk (1789-1859)
- Osborne Reynolds, Verenigd Koninkrijk (1842-1912)
- Owen Willans Richardson, Verenigd Koninkrijk (1879-1959)
- Robert Coleman Richardson, Verenigde Staten (1937-2013)
- Burton Richter, Verenigde Staten (1931-2018)
- Walter Ritz, Zwitserland (1878-1909)
- Heinrich Rohrer, Zwitserland (1933-2013)
- Wilhelm Röntgen, Duitsland (1845-1923)
- Marshall Rosenbluth, Verenigde Staten (1927-2003)
- Carl-Gustav Arvid Rossby, Zweden, Verenigde Staten (1898-1957)
- Carlo Rubbia, Italië (1934)
- Serge Rudaz, Canada, Verenigde Staten (1954)
- Ernst Ruska, Duitsland (1906-1988)
- Ernest Rutherford, Nieuw-Zeeland, Verenigd Koninkrijk (1871-1937)
- Janne Rydberg, Zweden (1854-1919)
- Martin Ryle, Verenigd Koninkrijk (1918-1984)

## S
- Georges-Louis le Sage, Zwitserland (1724-1803)
- Georges Sagnac, Frankrijk (1869-1926)
- Andrej Sacharov, Sovjet-Unie (1929-1989)
- Oscar Sala, Brazilië (1922-2010)
- Abdus Salam, Pakistan, Verenigd Koninkrijk (1926-1996)
- Jack Sarfatti, Verenigde Staten (1939)
- Isidor Sauers, Oostenrijk (1948)
- Felix Savart, Frankrijk (1791-1841)
- Martin Schadt, Zwitserland (1938)
- Arthur Schawlow, Verenigde Staten (1921-1999)
- Paul Scherrer, Zwitserland (1890-1969)
- Otto Scherzer, Duitsland (1909-1982)
- John Schrieffer, Verenigde Staten (1931-2019)
- Erwin Schrödinger, Oostenrijk-Hongarije (1887-1961)
- Melvin Schwartz, Verenigde Staten (1932-2006)
- Karl Schwarzschild, Duitsland (1873-1916)
- Julian Schwinger, Verenigde Staten (1918-1994)
- Emilio Segrè, Verenigde Staten, Italië (1905-1989)
- Robert Serber, Verenigde Staten (1909-1997)
- Roman U. Sexl, Oostenrijk (1939-1986)
- Frederick Seitz, Verenigde Staten (1911)
- William Shockley, Verenigde Staten (1910-1989)
- Lev Shubnikov, Rusland, Nederland, Oekraïne (1901-1937)
- Clifford Shull, Verenigde Staten (1915-2001)
- Manne Siegbahn, Zweden (1886-1978)
- Kai Manne Börje Siegbahn, Zweden (1918-2007)
- Ludwik Silberstein, Polen, Duitsland, Italië, Verenigde Staten, Canada (1872-1948)
- John C. Slater, Verenigde Staten (1900-1976)
- Louis Slotin, Verenigde Staten (1910-1946)
- George Smoot, Verenigde Staten (1945)
- Arnold Sommerfeld, Duitsland (1868-1951)
- Johannes Stark, Duitsland (1874-1957)
- Jožef Štefan, Oostenrijk-Hongarije, Slovenië (1835-1893)
- Jack Steinberger, Duitsland, Verenigde Staten (1921-2020)
- Carl August von Steinheil, Duitsland (1801-1870)
- Otto Stern, Duitsland (1888–1969)
- Balfour Stewart, Verenigd Koninkrijk (1828-1887)
- George Stokes, Verenigd Koninkrijk (1819-1903)
- Aleksandr Stoletov, Rusland (1839-1896)
- Johnstone Stoney, Ierland (1826-1911)
- Horst Ludwig Störmer, Duitsland (1949)
- John William Strutt (Lord Rayleigh), Verenigd Koninkrijk (1842-1919)
- Oleg Sushkov, Australië-Rusland (circa 1950)
- Leonard Susskind Verenigde Staten (1940)
- Joseph Wilson Swan, Verenigd Koninkrijk (1828-1914)
- Leó Szilárd, Oostenrijk-Hongarije, Verenigde Staten (1898-1964)
- Shen Kuo, China (1031-1095)

## T
- Igor Jevgenjevitsj Tamm, Rusland, Sovjet-Unie (1895-1971)
- Joseph Taylor, Verenigde Staten (1941)
- Richard Edward Taylor, Verenigde Staten (1929-2018)
- Max Tegmark, Zweden, Verenigde Staten (1967)
- Edward Teller, Oostenrijk-Hongarije, Verenigde Staten (1908-2003)
- Nikola Tesla, Serbië, Kroatië, Verenigde Staten (1856-1943)
- Silvanus Thompson, Verenigd Koninkrijk (1851-1916)
- George Paget Thomson, Verenigd Koninkrijk (1892-1975)
- Joseph John Thomson, Verenigd Koninkrijk (1856-1940)
- Charles Thomson Rees Wilson, Verenigd Koninkrijk (1869-1959)
- William Thomson (Lord Kelvin), Verenigd Koninkrijk (1824-1907)
- Kip Stephen Thorne, Verenigde Staten (1940)
- Samuel Chao Chung Ting, Verenigde Staten (1936)
- László Tisza, Hongarije, Verenigde Staten (1907-2009)
- Samuel Tolansky, Verenigd Koninkrijk (1907-1973)
- Shinichiro Tomonaga, Japan (1906-1979)
- Evangelista Torricelli, Italië (1608-1647)
- Bruno Touschek, Italië (1921-1978)
- Charles Townes, Verenigde Staten (1915-2015)
- Johann Georg Tralles, Duitsland (1763-1822)
- Sam Treiman, Verenigde Staten (1926-1999)
- Frederick Thomas Trouton, Ierland (1863-1922)
- Daniel Chee Tsui, China, Verenigde Staten (1939)
- John J. Turin, Verenigde Staten (1913-1973)

## V
- Sergej Vavilov, Sovjet-Unie (1891-1951)
- Gabriele Veneziano, Italië (1942)
- Giovanni Battista Venturi, Italië (1746-1822)
- Émile Verdet, Frankrijk (1824-1866)
- Jules Violle, Frankrijk (1841-1923)
- John Hasbrouck van Vleck, Verenigde Staten (1899–1980)
- Woldemar Voigt, Duitsland (1850-1919)
- Alessandro Volta, Italië (1745-1827)

## W
- Ludwig Waldmann, Duitsland (1913-1980)
- Ernest Walton, Ierland (1903-1995)
- Emil Warburg, Duitsland (1846-1931)
- Gleb Wataghin, Oekraïne, Italië, Brazilië (1896-1986)
- John James Waterston, Verenigd Koninkrijk (1811-1883)
- James Watt, Verenigd Koninkrijk (1736-1819)
- Denis Weaire, Ierland (1942)
- Wilhelm Weber, Duitsland (1804-1891)
- Alvin Weinberg, Verenigde Staten (1915-2006)
- Steven Weinberg, Verenigde Staten (1933)
- Victor Frederick Weisskopf, Oostenrijk, Verenigde Staten (1908-2002)
- Carl Friedrich von Weizsäcker, Duitsland (1912-2007)
- Heinrich Welker, Duitsland (1912-1981)
- Geoffrey West, Engeland (1940)
- Peter Westervelt, Verenigde Staten (1919-2015)
- Gregor Wentzel, Duitsland (1898-1978)
- John Wheeler, Verenigde Staten (1911-2008)
- Gian-Carlo Wick, Italië (1909-1992)
- Emil Wiechert, Pruisen (1861-1928)
- Carl Wieman, Verenigde Staten (1951)
- Wilhelm Wien, Duitsland (1864-1928)
- Arthur Wightman, Verenigde Staten (1922)
- Eugene Wigner, Oostenrijk-Hongarije, Verenigde Staten (1902-1993)
- Johan Carl Wilcke, Duitsland (1732-1796)
- Frank Wilczek, Verenigde Staten (1951)
- Kenneth Geddes Wilson, Verenigde Staten (1936)
- Robert R. Wilson, Verenigde Staten (1914-2000)
- Robert Woodrow Wilson, Verenigde Staten (1936-2013)
- Mark B. Wise, Canada, Verenigde Staten (1953)
- Edward Witten, Verenigde Staten (1951)
- Emil Wolf, Tsjecho-Slowakije, Verenigde Staten (1922-2018)
- Lincoln Wolfenstein, Verenigde Staten (1923-2015)
- Robert W. Wood, Verenigde Staten (1868-1955)
- Zygmunt Wróblewski, Polen (1845-1888)
- Chien-Shiung Wu, Verenigde Staten (1912-1997)

## Y
- Rosalyn Yalow, Verenigde Staten (1921-2011)
- Chen Ning Yang, China (1922)
- Thomas Young, Verenigd Koninkrijk (1773-1829)
- Hideki Yukawa, Japan (1907-1981)

## Z
- Anthony Zee, Verenigde Staten (1945)
- Barton Zwiebach, Verenigde Staten (1954)